# Hipocinesia
Hipocinesia (do grego, pouco movimento) é um sintoma médico caracterizado por uma redução na capacidade de movimentar-se. Pode ser causado por doenças ou drogas que afetem os núcleos da base ou a substância nigra. É mais comum depois dos 45 anos.
Não confundir com hipercinesia(excesso de movimento).

## Causas
Podem ser causados por:
- Parkinsonismo:
  - Mal de Parkinson;
  - Induzido por bloqueadores dos canais de cálcio;
  - Induzido por neurolépticos;
  - Induzido por inibidor seletivo de recaptação de serotonina;
- Lesão dos núcleos da base;
  - Traumatismo craniano;
  - Acidente vascular cerebral;
- Depressão severa;
- Síndrome neuroléptica maligna;
- Catatonia

Representam dois dos quatro sintomas principais de parkinsonismo: bradicinesia, tremor, rigidez e instabilidade postural.

## Tipos
- Acinesia: (α- a-, "sem", κίνησις kinēsis, "movimento") é um sintoma de danos nas vias dopaminérgicas caracterizado por dificuldade ou incapacidade de iniciar movimentos voluntários.
- Bradicinesia: (βραδύς bradys, "lento", κίνησις kinēsis, "movimento") é um sintoma de transtornos do núcleo basal caracterizado pela lentidão de movimentos e por uma face pouco expressiva. Pode ser avaliada pela capacidade de [1]
- Distonia Caracterizado por tônus muscular insuficiente, resulta em tremores e instabilidade da postura. Pode ser causado por defeitos congênitos, drogas ou doenças neurológicas.[3]
- Rigidez: Caracterizado por excesso de tônus muscular, impedindo tanto músculos agonistas quanto antagonistas e em qualquer direção. Podem resultar em espasticidade.

## Impacto cognitivo
A falta de dopamina frequentemente afeta também a capacidade de atenção, memória, bom humor e capacidade funcional. A dopamina é importante tanto para regular movimentos (Via nigro-estriatal) como para sentir prazer e motivação (via mesolímbica).

## Tratamento
Podem ser tratados medicamentosamente com agonistas dopaminérgicos, IMAO B, ICOMT, levodopa ou Estimulação cerebral profunda do globo pálido. Fisioterapia, terapia ocupacional e psicoterapia também podem ajudar.